# Niklas Backman
Niklas Alexander Backman (Västerås, 13 november 1988) is een Zweedse profvoetballer spelend voor AGF in de Deens Super Ligaen.

## Carrière
Niklas begon zijn voetballoopbaan bij de lokale club Skiljebo SK Vasteras in zijn jeugd. Hij speelde bij Skiljebo SK tot 2008, toen werd hij getransfereerd naar FC Väsby United, dat uitkwam in de Superettan. Hij speelde uiteindelijk 50 wedstrijden voor de club en wist zijn club te handhaven in het 2009 seizoen in de superettan. Tijdens de zomer van 2009 werd hij verkocht aan AIK Fotboll, maar bleef nog uitgeleend aan Vasby. In 2010 maakte hij zijn debuut voor AIK Fotboll en werkte zich sindsdien in de basis.
In januari 2014 verhuisde Backman naar het Chineese Dalian Aerbin.

## Interlandcarrière
Backman debuteerde voor het Zweedse voetbalelftal op 19 januari 2011 in de gewonnen uitwedstrijd tegen Botswana (1-2) in Kaapstad, net als Pär Hansson (Helsingborgs IF), Pierre Bengtsson (FC København), Jiloan Hamad (Malmö FF), Rasmus Jönsson (Helsingborgs IF) en Nordin Gerzić (Örebro SK).